# John Hanke
John Hanke (1967) is een Amerikaanse ondernemer. John Hanke is de oprichter en CEO van softwarebedrijf Niantic. Dit bedrijf is verantwoordelijk voor de ontwikkeling van onder andere Ingress, Pokémon GO en Harry Potter: Wizards Unite.